# Welcome Ncita
Welcome Ncita est un boxeur sud-africain né le 25 octobre 1965 à Mdantsane.

## Carrière
Passé professionnel en 1989, il devient champion du monde des super-coqs IBF le 10 mars 1990 en battant aux points Fabrice Bénichou. Ncita conserve cette ceinture à 6 reprises avant d'être battu par KO au 11e round le 2 décembre 1992 par Kennedy McKinney. Il met un terme à sa carrière en 2003 sur un bilan de 40 victoires, 3 défaites et 1 match nul.